# أناستاسيوس الرابع
البابا أناستاسيوس الرابع (ولد حوالي 1073 وتوفي 3 كانون الأول / ديسمبر 1154)، إسمه الأصلي كان كورادو ديميتري ديلا سوبورا تولى الكرس البابوي ا من 8 تموز / يوليه 1153 وفاته عام 1154. هو أخر بابا أنتخذ اسم "Anastasius" عقب انتخابه.